# میست (اورگن)
میست (به انگلیسی: Mist) یک منطقهٔ مسکونی در ایالات متحده آمریکا است که در شهرستان کلمبیا، اورگن واقع شده‌است.